# Cháni Gríngou
Pour les articles homonymes, voir Chani (homonymie).
Cháni Gríngou (grec moderne : Χάνι Γκρίγκου) est une localité située dans le dème de Cynourie-du-Nord, dans le district régional d'Arcadie, dans la périphérie du Péloponnèse, en Grèce.
Selon le recensement de 2021, elle compte 13 habitants.